# Меридит (Њу Хемпшир)
Меридит (енгл. Meredith) насељено је место без административног статуса у америчкој савезној држави Њу Хемпшир.

## Демографија
По попису из 2010. године број становника је 1.718, што је 21 (-1,2%) становника мање него 2000. године.
| Група             | 2000.         | 2010.         |
| Белци             | 1.684 (96,8%) | 1.648 (95,9%) |
| Афроамериканци    | 7 (0,4%)      | 6 (0,3%)      |
| Азијати           | 10 (0,6%)     | 18 (1,0%)     |
| Хиспаноамериканци | 9 (0,5%)      | 23 (1,3%)     |
| Укупно            | 1.739         | 1.718         |